# 女賭博師鉄火場破り
『女賭博師鉄火場破り』（おんなとばくしてっかばやぶり）は、1968年5月1日に公開された、任侠映画、製作会社は大映東京撮影所。監督は井上芳夫、江波杏子主演の女賭博師シリーズ第7弾。

## あらすじ
銀子は師匠の伸江と二人、日本一の賭博師を目標に、全国の賭場を巡り、名を揚げていた。東京に縄張りを持つ黒川から誘われた銀子は、東京でツボ振りの胴師をつとめることになる。銀子に入れあげている黒川は、銀子を物にするべく、銀子の体を賭けたイカサマ勝負をさせる。イカサマのより敗れた銀子だが、何とか黒川から逃げ出す。その後、黒川の妨害により、銀子は賭博師としては活動が出来なくなり、マッサージ師に成り下がることを余儀なくされた。しかしある日、大船渡の親分である前島大五郎と出会い、再び賭博師として返り咲く決意をする。

## 配役
- 大滝銀子：江波杏子
- 五木伸江：原知佐子
- 黒川吉政：成田三樹夫
- 山本留造：垂水悟郎
- 石坂恵美子：大信田礼子
- 公辰吉：水原浩一
- 外山一次：千波丈太郎
- 高井信夫：仲村隆
- 恩田：佐伯勇
- 中盆：井上大吾
- 代貸：豪健司
- 若者：花布洋
- 別の立会人：高村栄一
- マッサージ治療院主人：獅子てんや
- 男按摩：瀬戸わんや
- 女の子：三笠すみれ
- 女の子：横江弘子
- 女の子：甲斐弘子
- 中盆：志保京助
- ダンプ運転手：阿部脩
- ダンプ運転手：中原健
- 立会人の大立者：北城寿太郎
- 矢ノ上常男：内藤武敏
- 佐々原玄：上野山功一
- 前島大五郎：大友柳太朗

## スタッフ
- 監督：井上芳夫
- 脚本：長谷川公之
- 企画：斎藤米二郎
- 撮影：中川芳久
- 音楽：鏑木創
- 美術：高橋康一
- 編集：中静達治

## 併映作品
- 『眠狂四郎人肌蜘蛛』: 安田公義監督